# Benjamin Robins

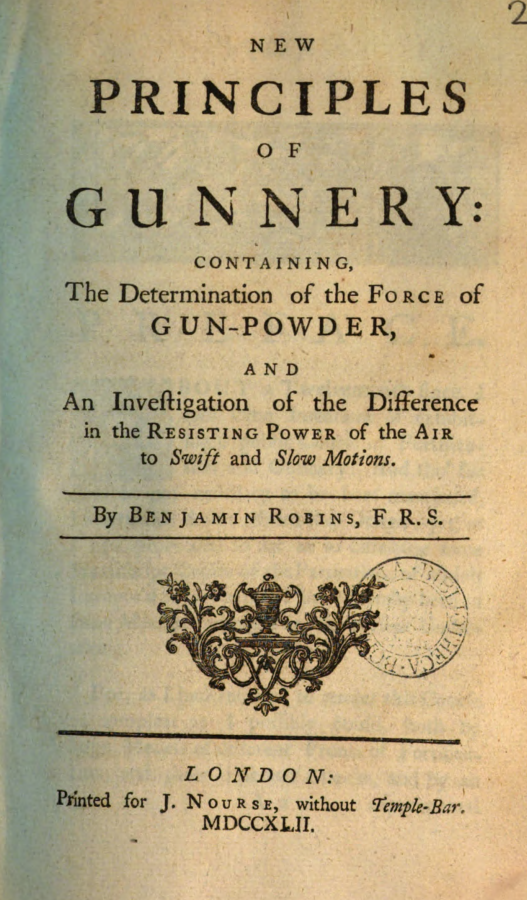
New Principles of Gunnery.

Benjamin Robins, född 1707 i Bath, död 29 juli 1751 i Cuddalore, var en engelsk ingenjör och matematiker. 
Robins var först lärare i London, ägnade sig sedan åt fortifikationen och ingenjörsväsendet samt blev 1750 överingenjör hos Brittiska Ostindiska Kompaniet. Hans förnämsta arbete är New Principles of Gunnery (1742, tysk och fransk översättning), i vilken han även redogjorde bland annat för den av honom upptäckta så kallade ballistiska pendeln, en apparat för att uppmäta projektilers initialhastighet. Bland hans rent matematiska skrifter kan nämnas Discourse Concerning the Nature and Certainty of Sir Isaac Newtons Methods of Fluxions (1735), där han uppträdde till försvar för Isaac Newton emot Gottfried Wilhelm von Leibniz. Robins tilldelades Copleymedaljen 1746. Robins Mathematical Tracts utgavs 1761 av John Wilson.